# Fragmobazydium

Fragmobazydia: A – typ Auricularia, B – typ Tremella

Fragmobazydium (łac. phragmobasidium, l. mn. phragmobasidia) – rodzaj podstawek u grzybów. Charakteryzują się tym, że są podzielone przegrodami na kilka części. Istnieją dwa różne rodzaje fragmobazydiów. W typie Auricularia podstawki podzielone są na cztery pojedyncze komórki przez trzy przegrody poprzeczne, a w typie Tremella przez dwie przegrody podłużne. Przegrody powstają natychmiast po mejozie.
W 1900 r. Narcisse Théophile Patouillard biorąc pod uwagę budowę podstawek podzielił grzyby na dwie duże grupy: Homobasidiomycetes o jednokomórkowych podstawkach i Heterobasidiomycetes o wielokomórkowych podstawkach. Badania filogenetyczne wykazały jednak, że grzyby w tych grupach nie były z sobą spokrewnione i podział ten jako sztuczny nie jest uznawany. Grzyby mające podstawki typu fragmobazydia zaliczano także do podklasy Phragmobasidiomycetidae Gäum. 1949 (pieczarniaki złożonopodstawkowe). Ten takson również nie jest uznawany we współczesnych klasyfikacjach grzybów. Używana jest nazwa fragmobazydia jako rodzaj podstawek.
Fragmobazydia występują u grzybów należących do taksonów: trzęsakowce (Tremellales), uszakowce (Auriculariales) głowniowce (Ustilaginales), rdzowce (Pucciniales). U grzybów tych skomplikowana struktura przegród w podstawkach wspiera produkcję licznych zarodników. Przegrody we fragmobazydiach mogą również ułatwiać dystrybucję składników odżywczych i materiału genetycznego, zapewniając, że każdy zarodnik otrzyma niezbędne składniki do pomyślnego kiełkowania.
Przeciwieństwem fragmobazydiów są jednokomórkowe holobazydia.

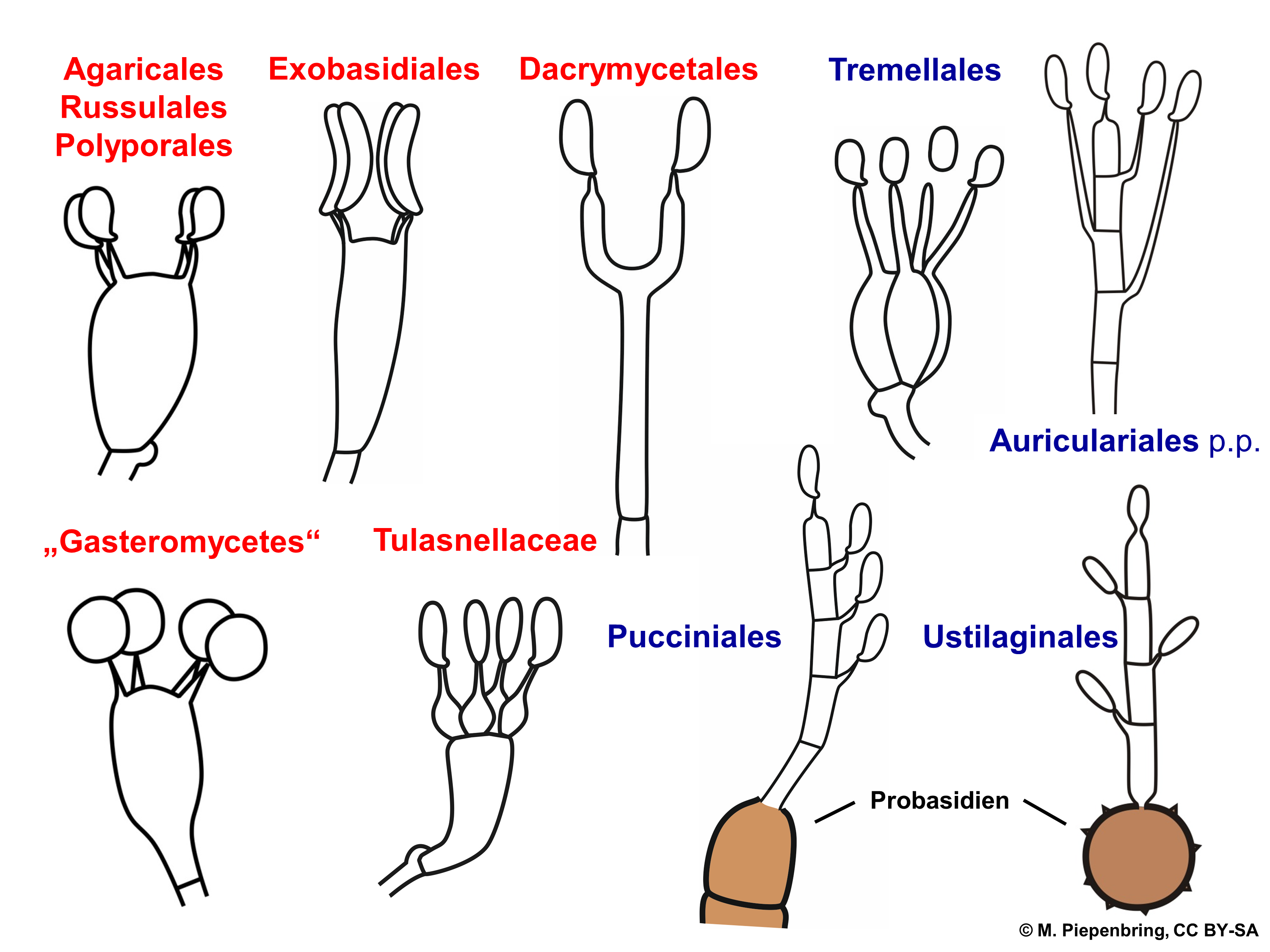
Czerwony – holobazydia, niebieski – fragmobazydia